# Hailu Shawel
Pour les articles homonymes, voir Hailu.
Hailu Shawel (parfois orthographié Shawul, en guèze : ሃይሉ ሻዉል), né en 1936 dans le Choa et mort le 6 octobre 2016 à Bangkok (Thaïlande), est un ingénieur civil et un homme politique éthiopien.

## Biographie
Après avoir effectué sa scolarité à Addis-Abeba, il déménage aux États-Unis à l'âge de 18 ans pour y suivre des études supérieures à l'université de Wayne State, à Détroit. Diplômé en ingénierie civile, il retourne en Éthiopie en 1960.

### Carrière professionnelle
Il travaille d'abord dans les gorges de l'Abbay (Nil bleu), puis pour la multinationale Shell. En 1977, lorsque le pays est envahi par la Somalie, il est mobilisé et participe à la conception d'avions pour l'aviation militaire éthiopienne.
À la fin de la guerre, il est nommé à la tête de grandes entreprises de production de sucre puis ministre du Développement des fermes d'État. Il s'oppose alors à la Terreur rouge de Mengistu et doit s'exiler aux États-Unis en 1978.

### Carrière politique
En 1996, il se joint au Parti de l'Unité Pan-Éthiopienne. En 2004, il est élu chef de la Coalition pour l'unité et la démocratie (CUD), qui regroupe quatre partis d'opposition : la Ligue démocratique éthiopienne, le Parti d'union démocratique éthiopienne-Medhin, le Parti arc-en-ciel (ou Mouvement pour la démocratie et la justice sociale) et le Parti de l'Unité Pan-Éthiopienne.
Lors des élections de 2005, la CUD remporte 137 des 138 sièges du conseil municipal d'Addis Abeba et 109 sièges au Conseil de la fédération. Les résultats des élections sont contestés et des mouvements de protestation contre le Front démocratique révolutionnaire du peuple éthiopien  (FDRPE), le parti au pouvoir, éclatent dans le pays. Le gouvernement ordonne l'arrestation pour trahison et génocide de 24 leaders d'opposition, dont Hailu Shawel, et répond aux manifestations par la force, causant la mort d'au moins 200 personnes en octobre 2005.
En prison, Hailu Shawel et d'autres prisonniers politiques entament une grève de la faim. Ils obtiennent un suivi médical après la visite de diplomates étrangers. En décembre 2007, la Cour suprême gracie les 24 prisonniers politiques après que ceux-ci plaident coupables et font des excuses publiques. 
À sa sortie de prison, Shawel rentre aux États-Unis pour soigner son diabète, qui a été aggravé par la grève de la faim et la captivité. En 2013, il démissionne de son poste de chef du Parti de l'Unité Pan-Éthiopienne pour raisons de santé. Il meurt à Bangkok, où il recevait des traitements médicaux.